# Toroweap-Formation
Die  Toroweap-Formation ist eine permische Formation, die in den US-Bundesstaaten Arizona, Nevada und Utah aufgeschlossen ist.

## Etymologie

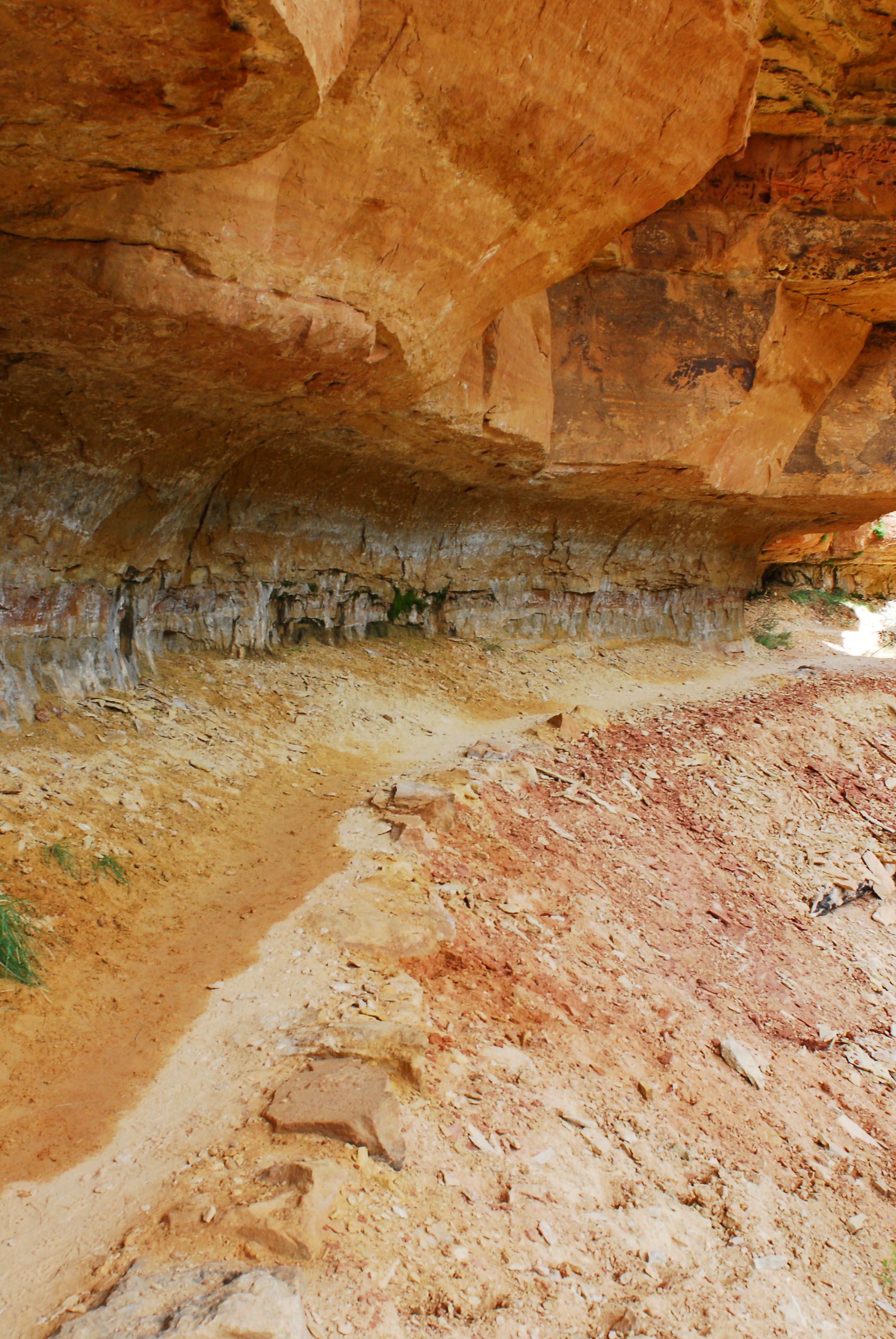
Kontakt zwischen Toroweap-Formation und dem auflagernden Kaibab Limestone

Die Toroweap-Formation ist nach dem Toroweap Valley und dem Toroweap Overlook, einem Aussichtspunkt am Colorado River, benannt. Das Wort Toroweap stammt aus der Sprache der Südlichen Paiute und hat die Bedeutung trockenes, abweisendes Tal – wobei uipi für Tal steht. Die erste Mormonensiedlung im Tal hieß Tuweep – was die Erde bedeutet.

## Erstbeschreibung
Die Toroweap-Formation wurde im Jahr 1938 von Edwin McKee vom Kaibab Limestone als eigenständige Formation abgetrennt. Als Typusprofil designierte McKee die Ostwand des Toroweap Valleys im Mohave County, etwa 13 Kilometer nördlich des Colorado Rivers. Die Formation besitzt hier eine Gesamtmächtigkeit von 130 Meter.

## Vorkommen
Generell gehört die Toroweap-Formation dem Südwestabschnitt der Sedimentprovinz des Colorado-Plateaus an – der Plateau Sedimentary Province. Kernverbreitungsgebiet der Formation ist der Grand Canyon im Nordwesten Arizonas, wo sie – neben dem Typusprofil – am North Rim (Nordrand) und South Rim (Südrand) unter dem Kaibab Limestone aufgeschlossen ist. Im Grand-Canyon-Nationalpark nimmt die Formation 189 Quadratkilometer ein – dies entspricht in etwa 4 Prozent der Parkoberfläche.
Die Formation findet sich auch auf dem Kaibab-Plateau und dem angeschlossenen Walhalla-Plateau (ebenfalls unter dem Kaibab Limestone). Mit Erreichen des Little Colorado Rivers weiter östlich keilt die Formation jedoch aus. Sie ist aber noch sehr schön im Walnut Canyon National Monument östlich von Flagstaff und im Sycamore Canyon bei Sedona zu sehen.
Im Südosten Utahs wird die Toroweap-Formation bis ins Marble Canyon angetroffen, welches sich bis ins Coconino County Nordarizonas erstreckt. Auch an den Hurricane Cliffs im Südwesten Utahs und Nordwesten Arizonas ist sie anstehend.
Vorkommen werden aber auch aus dem Great Basin berichtet, so beispielsweise am Mule Spring Mountain im Südosten Nevadas oder aus dem Lincoln County in Nevada. Im Wasatch Uplift in Utah ist die Toroweap-Formation ebenfalls zugegen.

## Stratigraphie

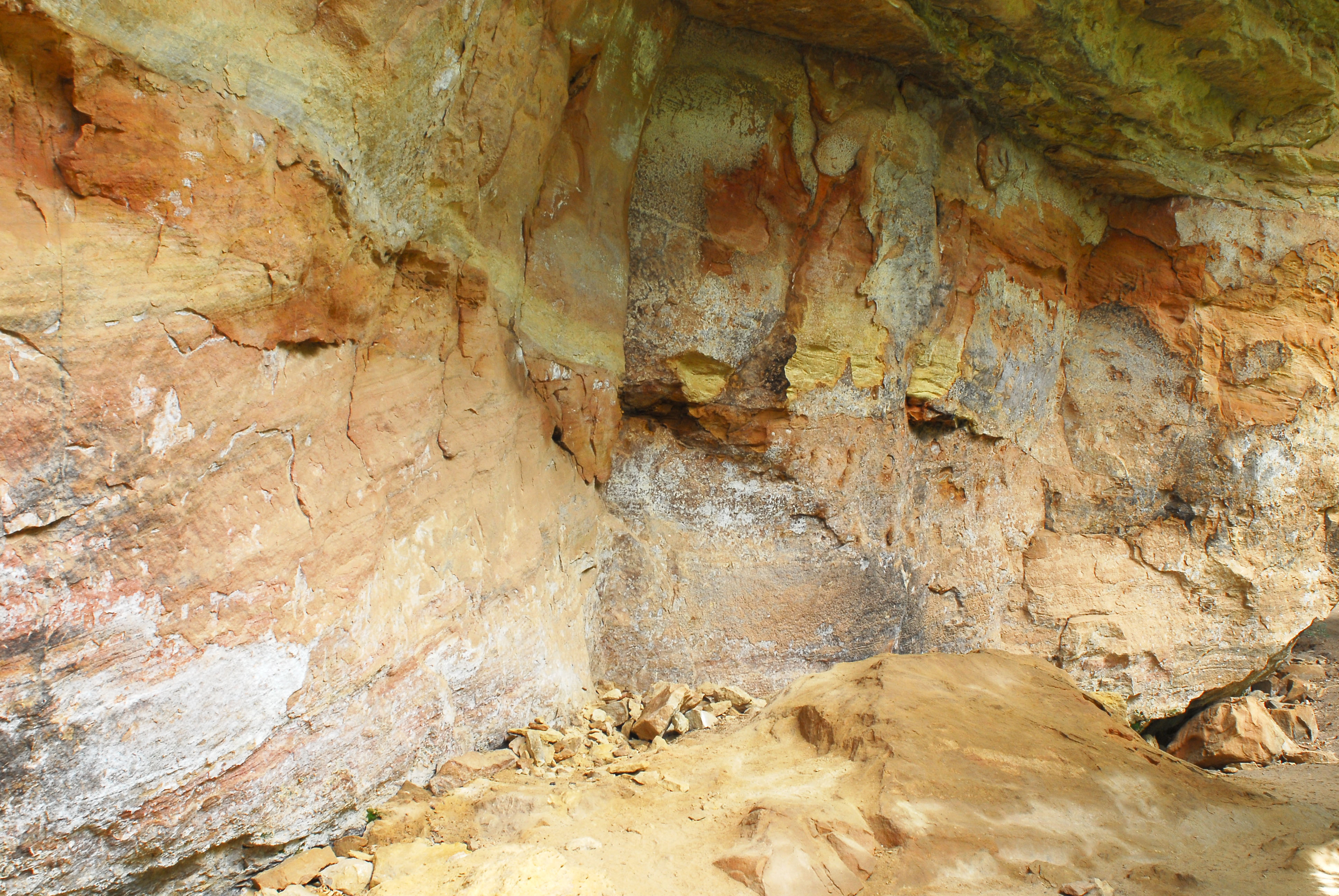
Nahaufnahme der Toroweap-Formation im Grand-Canyon-Nationalpark

Die Toroweap-Formation (Pt) überlagert mit ihrem basalen Seligman Member den Coconino Sandstone oder verzahnt sich mit ihm, beispielsweise im Cave Springs Member des Sandsteins. Ihr abschließendes Woods Ranch Member wird teils erosionsdiskordant vom Fossil Mountain Member des Kaibab Limestones überdeckt.
Die Formation wird in drei Member unterteilt, im Liegenden das Seligman Member, darüber das Brady Canyon Member und im Hangenden das Fossil Mountain Member.
Die approximative Gesamtmächtigkeit beträgt durchschnittlich 61 Meter, kann aber bis auf 150, ja bis auf 250 Meter anschwellen.
Stratigraphische Äquivalente der Toroweap-Formation sind das White Rim Sandstone Member der Cutler-Formation im Südosten Utahs, der Black Box Dolomite im Paradox-Becken in Utah, der Glorieta Sandstone im Nordwesten von New Mexico, der San Andres Limestone in New Mexico und die Scherrer-Formation im Südosten Arizonas.

### Sequenzstratigraphie
Sequenzstratigraphisch stellt die Toroweap-Formation eine Abfolge (Systemtrakt) dritter Ordnung dar. Zusammen mit dem Kaibab Limestone, der ebenfalls einen Systemtrakt dritter Ordnung repräsentiert, bildet sie einen Systemtrakt zweiter Ordnung.
Die drei Member der Toroweap-Formation wurden während eines Transgressions-Regressions-Zyklus abgesetzt. Das Seligman Member – sedimentiert in einem Watt – repräsentiert hierbei das Anfangsstadium der Transgression, das Brady Canyon Member mit seinen niedrigenergetischen Flachwassersedimenten hingegen das Transgressionsmaximum. Das Woods Ranch Member ist als regressive Phase eines evaporitischen Schelfs anzusehen.

## Lithologie

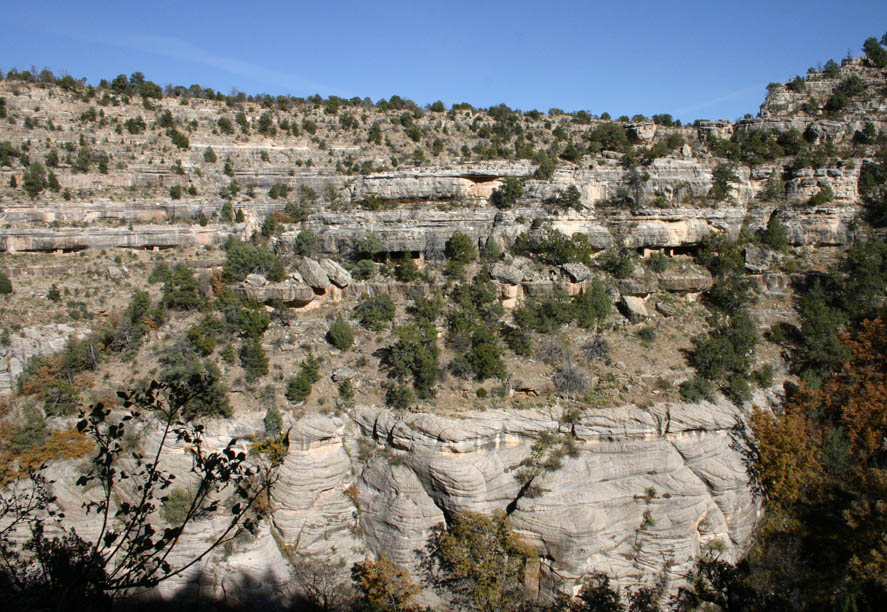
An der Nordwand des Walnut Canyons ist die wenig resistente Toroweap-Formation zwischen den kompetenten Coconino Sandstone (darunter) und dem Kaibab Limestone (darüber) eingekeilt

Generell baut sich die Toroweap-Formation aus roten, gelben bis weißen Sandsteinen, schwarzen, dünnbankigen Schiefertonen und weißen bis rosafarbenen Evaporiten (Gipslagen) auf, es können sich aber auch Kalke und Dolomite hinzugesellen. Die Formation zeichnet sich durch markante vertikale als auch horizontale  Lithofazieswechsel in einem recht begrenzten Ablagerungsraum aus. Im Westen sind karbonatische und evaporitische Lithologien gut zu erkennen, diese verlieren sich aber zusehends nach Osten, wo schräggeschichtete Sandsteine dominieren.
Das Hang-bildende, vorwiegend klastische Seligman Member (Pts) im Liegenden ist recht geringmächtig. Es erreicht im Westen des Grand Canyons maximal 15 bis 17 Meter und reduziert sich im Osten bis auf 3 Meter. Oberhalb der Coconino Sandstone-Verzahnungen ist das Seligman Member als schwarzgrauer, hellvioletter und gelbroter, dünnbankiger Dolomit, sandiger Dolomit, hellbrauner Sandstein und weißer bis rosafarbener Gips ausgebildet.
Das folgende Brady Canyon Member (Ptb) bildet Steilwände und besteht im Westen aus grauen bis hellbraunen, massiven, fein- bis grobkörnigen Fossilkalken mit dünnbankigen Dolomiten im unteren und oberen Abschnitt. Die fötiden Kalke verwittern dunkelgrau und ihr organischer Gehalt kann bis zu 2,5 Prozent ausmachen. Ihre Bankungsstärke schwankt zwischen 0,3 und 1,5 Meter. Sie enthalten ferner weiße, graue bis bläuliche Hornsteinknollen, die bis zu 8 Volumenprozent einnehmen können. Das Brady Canyon Member erreicht eine maximale Mächtigkeit von bis zu 85 Meter im Westen des Grand Canyons. Nach Osten und Nordosten in Richtung Marble Canyon dünnt das Member sukzessive aus und geht schließlich in das Woods Ranch Member über.
Im Hangenden folgt sodann das leichter verwitternde Woods Ranch Member (Ptw), das im Nordwesten maximal 55 bis 60 Meter an Mächtigkeit erreicht, im Südosten jedoch nur 20 Meter aufweist. Es wird als evaporitische Flachwasserablagerung auf einem sanft einfallenden Schelf angesehen und enthält neben Evaporiten auch siliziklastische Rotsedimente und graue bis schwarze Dolomite. Im Westen des Grand Canyons wird es aus grauen und hellroten gipshaltigen Siltsteinen und siltigen, gelben bis braunen Sandsteinen aufgebaut, in welche weiße Gipslagen, graue bis hellbraune dünnbankige Kalke und auch Tonsteine zwischengeschaltet sind. Die Gipslagen können bis zu 3 Meter mächtig werden. Das Member verwittert generell rotgrau. Bedingt durch Gipslösung ist die Lagerung ortsweise tordiert. Im Verbund mit Rinnenerosion im Hangenden hat die Gipslösung ebenfalls einen starken Einfluss auf die variable Mächtigkeit des Members. Der Kontakt zum unterlagernden Brady Canyon Member ist graduell und willkürlich am obersten Rand der Kalkwand festgemacht.

## Ablagerungsbedingungen
Es wird angenommen, dass die Toroweap-Formation unter semiariden bis ariden klimatischen Bedingungen abgelagert worden war.

## Fossilien
Die Toroweap-Formation enthält an Fossilien Brachiopoden, Bryozoen, Crinoiden, Echinoidea, Gastropoden, Kahnfüßer (Scaphopoda), Korallen, Muscheln, Nautiloiden, Ostrakoden und auch Stromatolithen.
Die Fossilien des westlichen Grand Canyons sind typisch für eine offene Flachsee – mit Brachiopoden, Bryozoen, Crinoiden und Korallen. Im Osten herrschten restriktive marine Bedingungen mit Gastropoden, Kahnfüßern, Muscheln und nur wenigen Nautiloiden.
Die meisten der Fossilien stammen aus dem Brady Canyon Member, darunter neben den oben bereits angeführten Taxa auch Seeigel. Fossilien im Woods Ranch Member beschränken sich auf die Schicht am Oberrand des Members mit der ungewöhnlichen, glattschaligen Muschel Schizodus. Im Seligman Member kommen nur schlecht erhaltene Mollusken vor.
Unter den Brachiopoden finden sich Orthotetida mit Meekella occidentalis, Productida mit Peniculauris bassi, Peniculauris ivesi (Holotypus) und Rugatia paraindica sowie Spiriferida mit Composita und Squamularia. Als trepostomatide Bryozoe ist Rhombotrypella anzuführen. Crinoiden sind als Stielglieder in Kalklinsen erhalten, konnten aber nicht näher bestimmt werden. Die Echinoidea sind mit den drei Taxa Archaeocidaris coloradensis, Archaeocidaris gracilis und Archaeocidaris longispinus vertreten, welche ihren Holotypus in der Formation haben. Unter den Kahnfüßern ist Dentalium zu erwähnen. Als Muscheln (Bivalvia)  sind anzuführen Adapedonta mit Edmondia, Pholadomyoida mit Allorisma, Pteriida mit Pteria, Solemyida mit Solemya und die Trigoniida mit dem bereits erwähnten Taxon Schizodus. Ferner erscheinen Deltopecten und die Nuculanida Leda und Nucula. Ein seltener Nautiloidea schließlich ist Domatoceras.

## Alter
Die Toroweap-Formation wurde im Unterperm während des Artinskiums und des Kunguriums abgelagert. Dies entspricht einem absoluten Alter von 284 bis 272 Millionen Jahren. Mathis und Bowman hatten die Formation im Jahr 2007 mit 273 Millionen Jahren datiert.